# درگاه بارگنجی

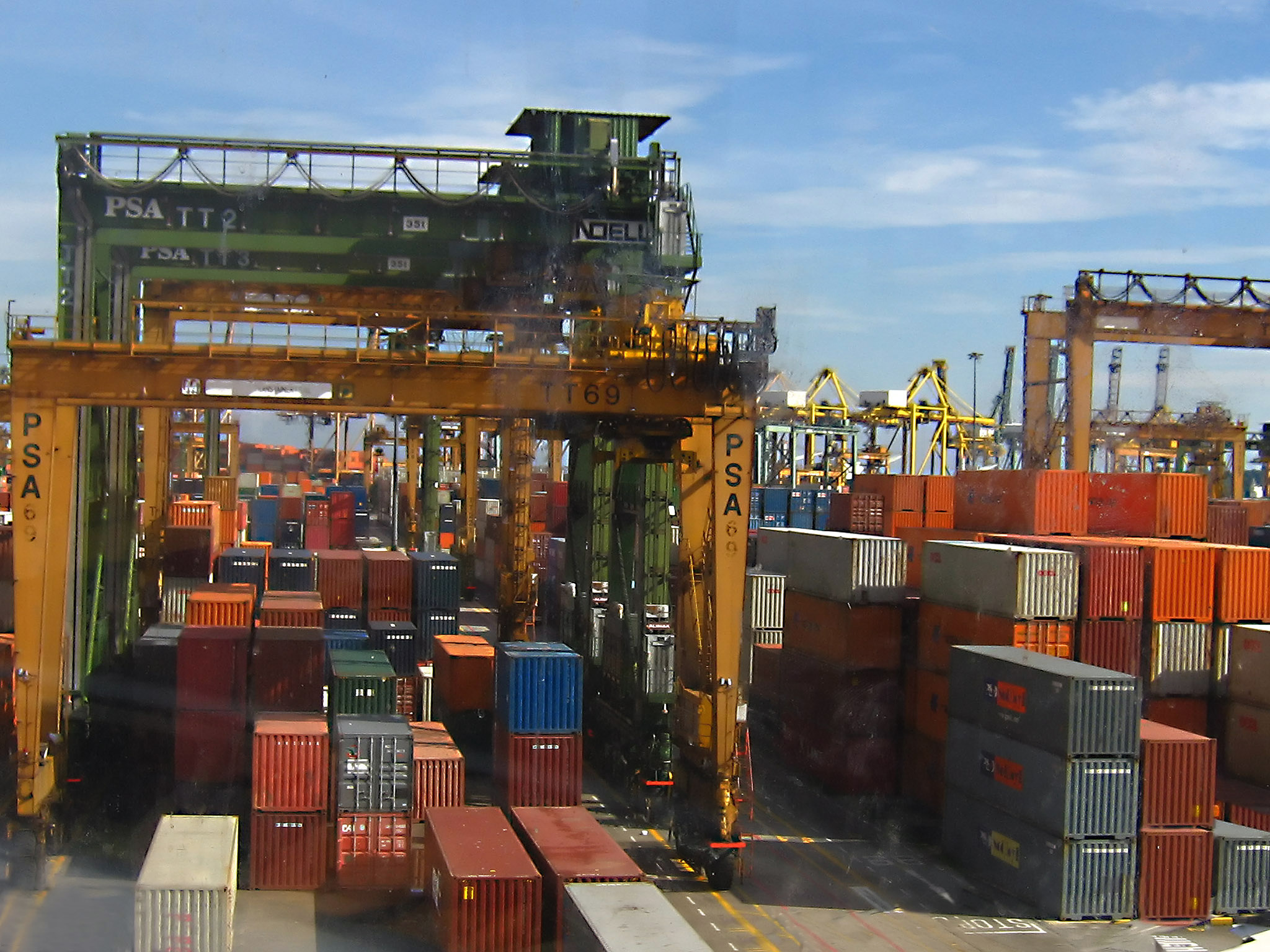
پشته‌های کانتینر در پایانه کانتینری کپل در سنگاپور

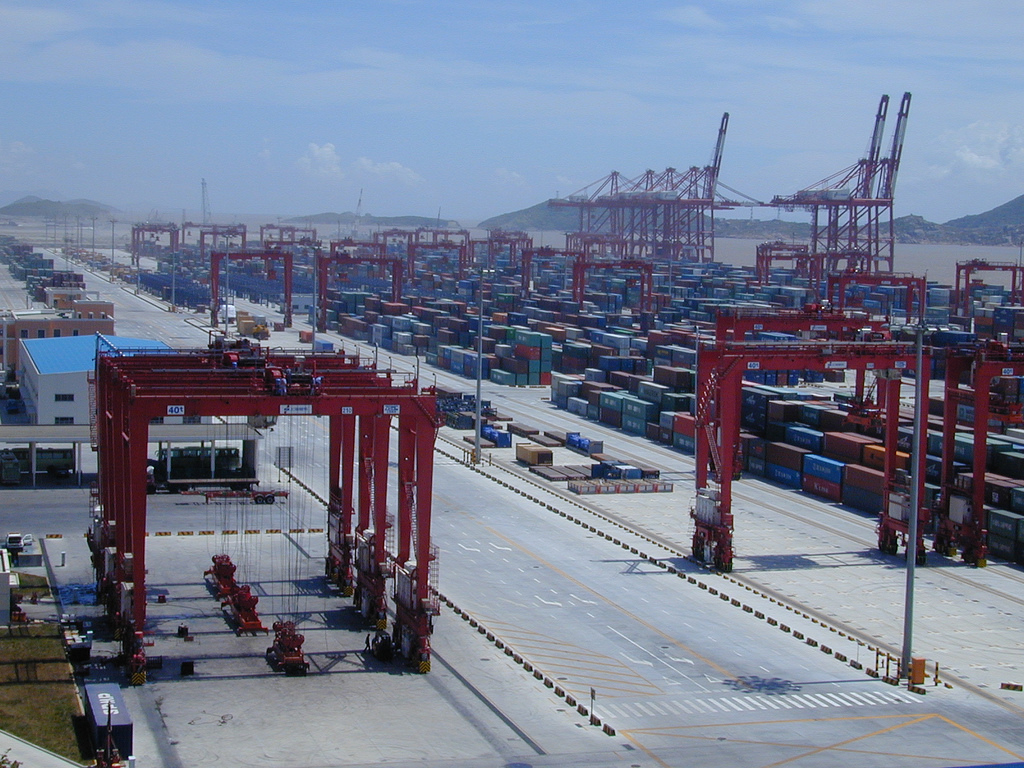
بندر شانگهای شلوغ‌ترین درگاه بارگنج دریایی جهان است

یک درگاه بارگنجی، درگاه کانتینری یا پایانه بارگنجی یک مرکز است که در آن بارگنج‌ها، میان وسایل نقلیه مختلف ترابری، برای ترابرد باراندازی می‌شوند. ترابری ممکن است میان کشتی‌های کانتینری و وسایل نقلیه زمینی باشد، مانند قطار یا کامیون، در این صورت پایانه به عنوان درگاه بارگنج دریایی توصیف می‌شود. متناوباً، ممکن است ترابری میان وسایل نقلیه زمینی، معمولاً بین قطار و کامیون باشد، در این صورت پایانه به عنوان درگاه بارگنج داخلی توصیف می‌شود. 
در نوامبر 1932، اولین درگاه بارگنج داخلی در جهان توسط شرکت راه‌آهن پنسیلوانیا در انولا، پنسیلوانیا افتتاح شد.